# شريان أخمصي وحشي
شريان أخمصي وحشي والذي ينشأ من شريان ظنبوبي خلفي.

## صور

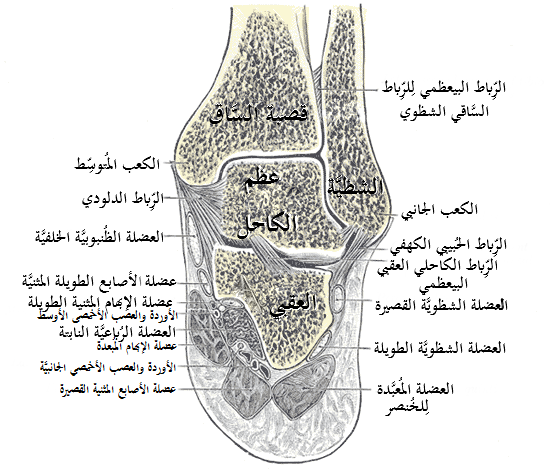
رؤية خلفية للقدم.